# Muzeum umění ve Filadelfii
Muzeum umění ve Filadelfii (anglicky Philadelphia Museum of Art) patří k největším muzeím umění ve Spojených státech. Obsahuje přes 240 000 exponátů rozdělených do specializovaných sbírek v několika objektech. Hlavní budova na západním konci Benjamin Franklin Parkway ve filadelfském Fairmount Parku byla postavena roku 1928. Muzeum bylo založeno v roce 1876 při příležitostí oslav stého výročí nezávislosti Spojených států amerických a konání Světové výstavy.

## Historie

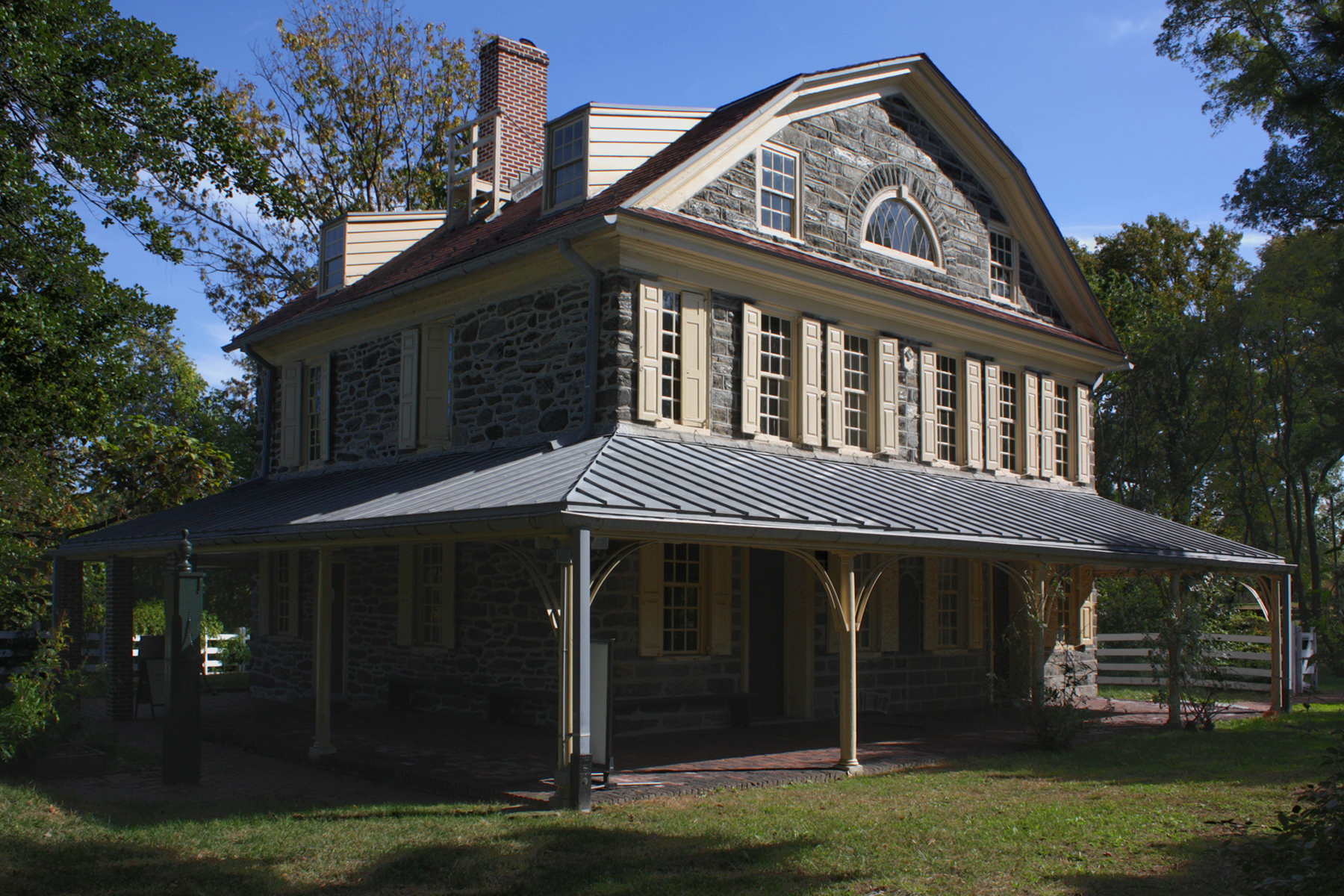
První budova muzea Cedar Grove Mansion ve Fairmount Parku

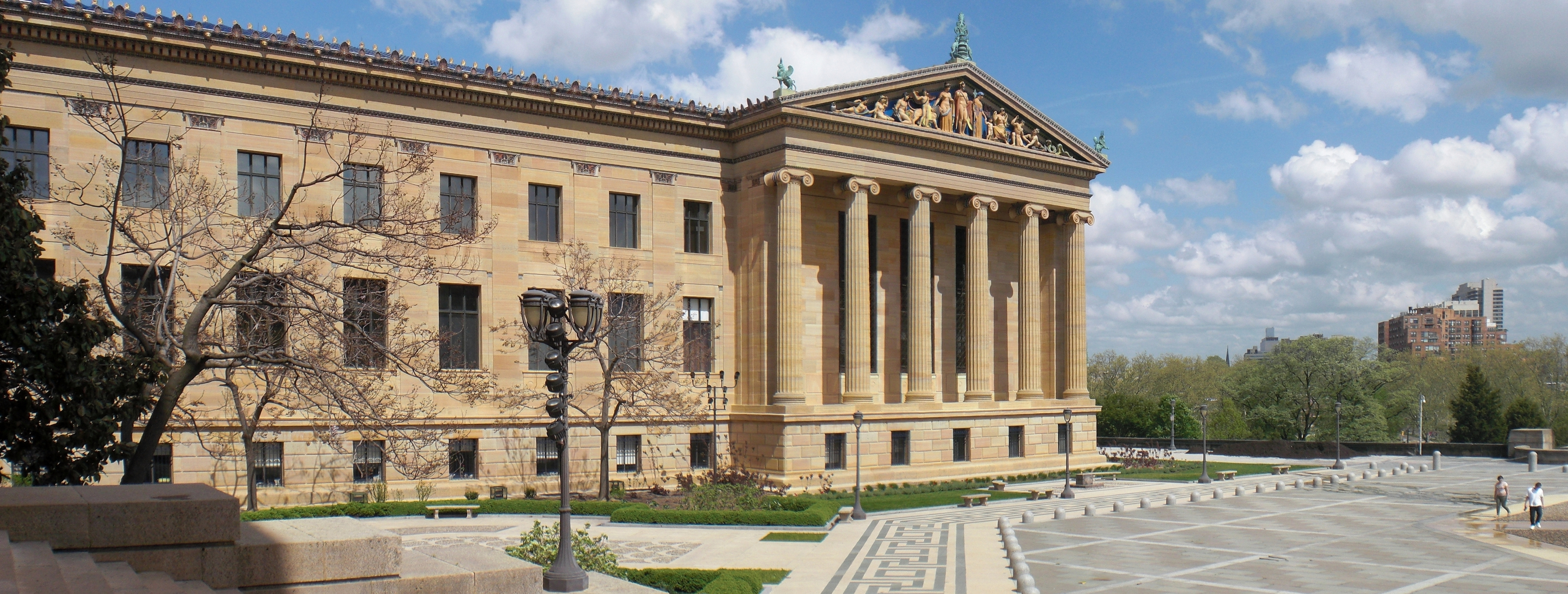
Hlavní budova, jižní boční průčelí se sochami řeckých bohů na tympanonu

Muzeum otevřelo 10. května 1877 pod názvem Pensylvánské muzeum a po vzoru South Kensingtonského muzea (nynější Victoria and Albert Museum) v Londýně bylo spojeno s Uměleckoprůmyslovou školou (která se osamostatnila roku 1964). Převzalo exponáty ze Světové výstavy, převážně předměty uměleckého řemesla. Prostor tehdy dostačoval, ale budova Cedar Grove Mansion byla daleko od centra.
Hlavní budova je pětikřídlá stavba na půdorysu písmene "E" ve stylu řeckého novoklasicismu. Byla postavena z dolomitu lámaného v Minnesotě. od roku 1919 a první část byla dokončena na počátku roku 1928. Tympanon jižního průčelí budovy vyzdobili sochaři C. Paul Jennewein a F. Solon polychromovanými sochami řeckých bohů a bohyní. Naproti hlavnímu sídlu muzea byla postavena Perelmanova budova.
Instituce sama sebe popisuje jako „jedno z největších muzeí ve Spojených státech“. V letech 2006-2008 bylo přistavěno další křídlo budovy, které navrhl architekt Frank Gehry. Sbírky obsahují více než 240.000 předmětů.

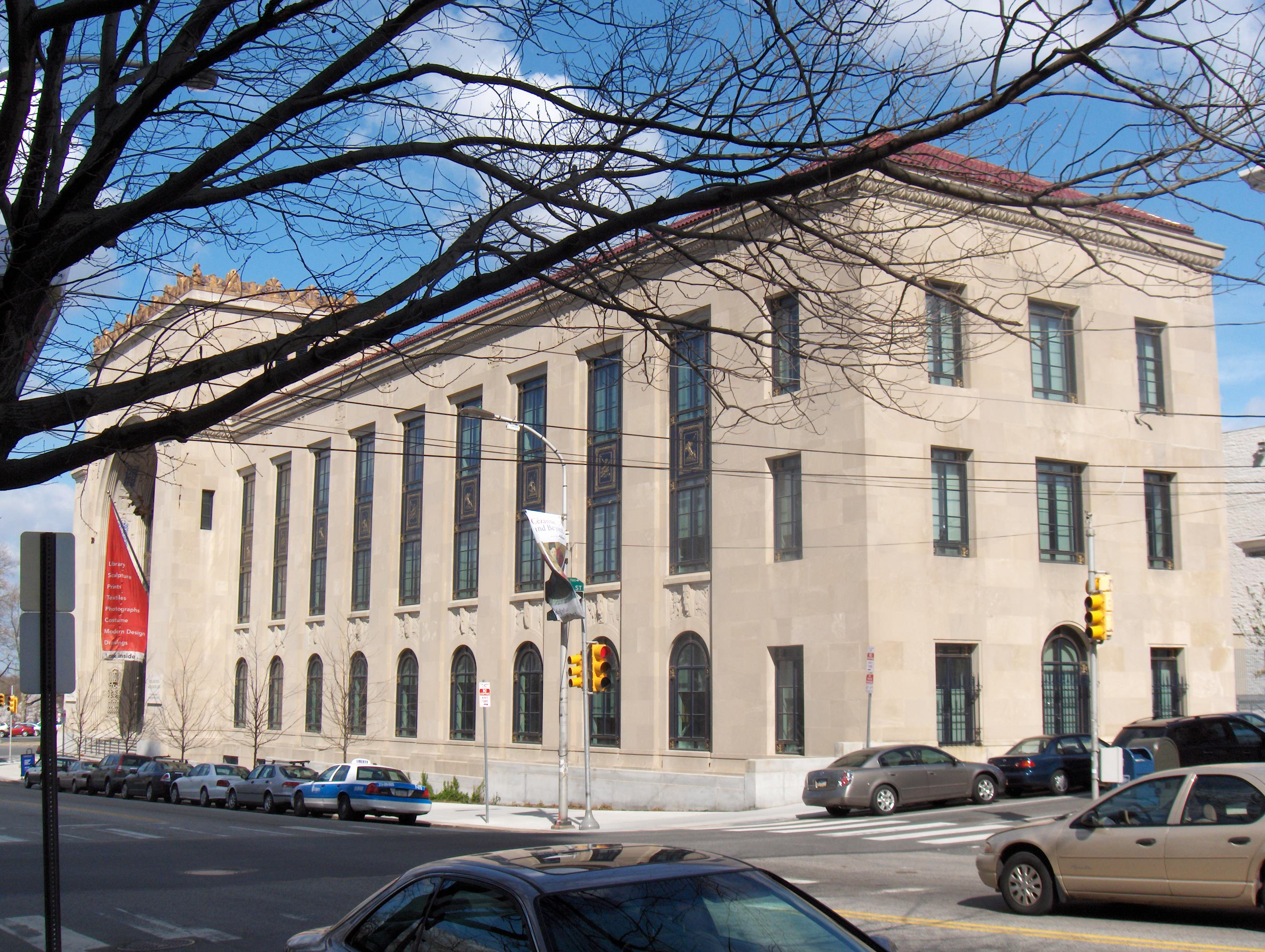
Perelmanova budova

## Sbírky

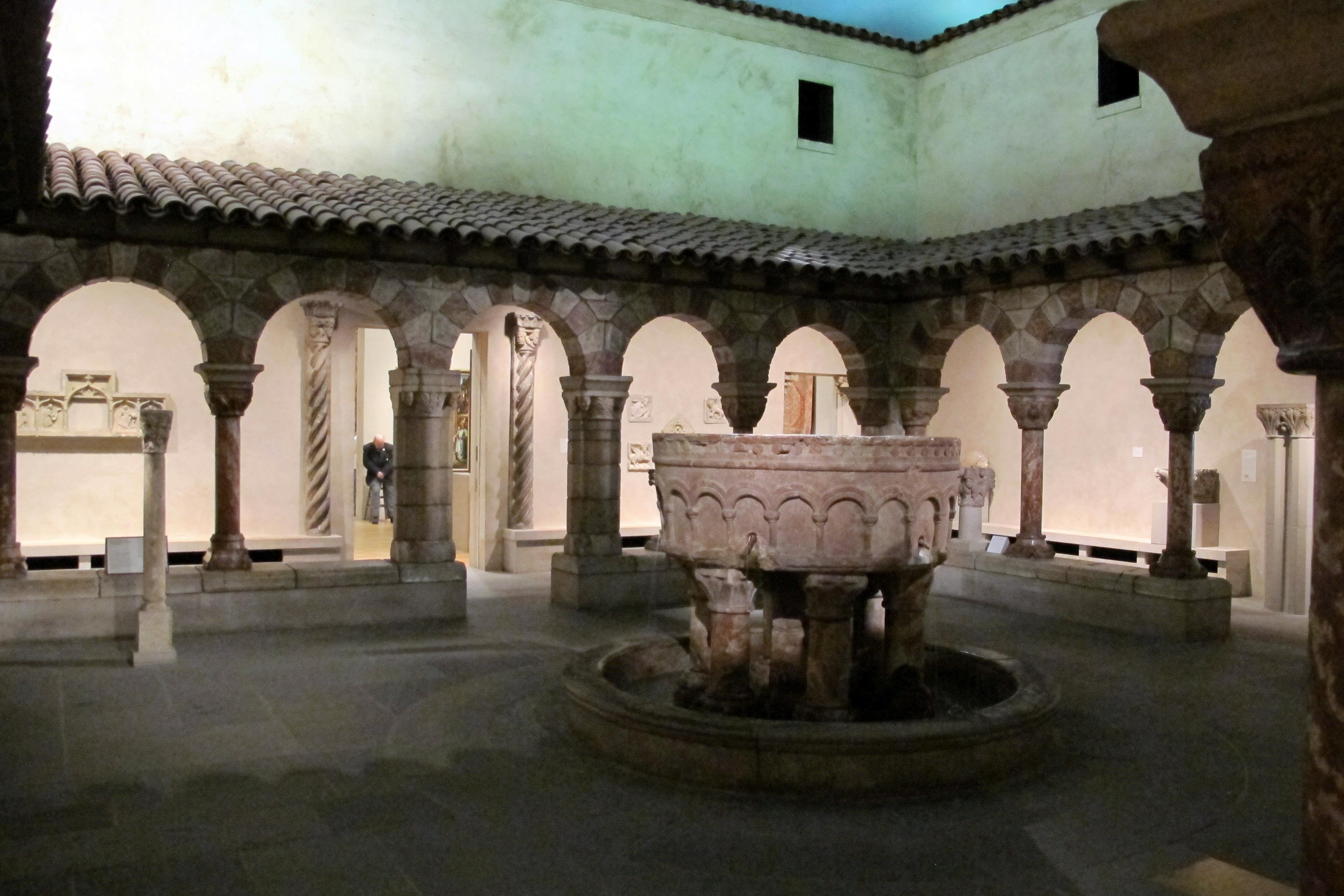
Křížová chodba z opatství Saint-Genis-des-Fontaines v Roussillonu, 1270-80

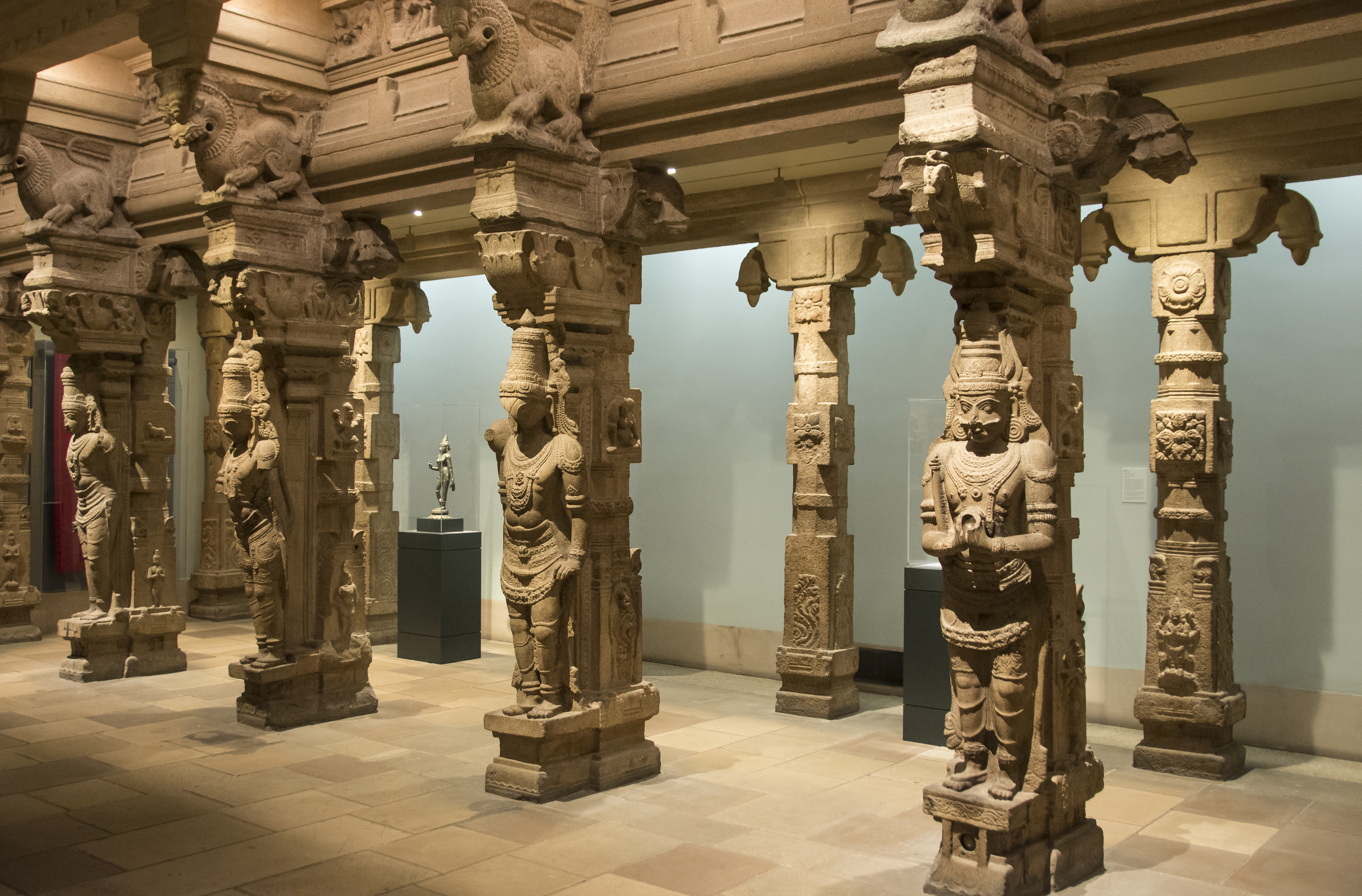
Indický chrám

- Sbírka evropské malby obsahuje díla od gotiky po současnost, například italských a vlámských umělců rané renesance, plátna Rubensova až po francouzský impresionismus a post-impresionismus.

- Sbírka sochařství a architektonické plastiky má například raně gotickou křížovou chodbu z opatství Saint-Genis-des-Fontaines přenesenou z francouzského Roussillonu), a také významnou kolekci děl Rodina.

- Sbírka zbraní, výzbroje a výstroje má základ v kolekci amerického sběratele Carla Otty Kretzschmara von Kienbusch, odkázané roku 1976. Spolu s ostatními akvizicemi je to druhá největší sbírka zbraní ve Spojených státech. Patří k ní také malovaný renesanční štít, který vyzdobil malíř Girolamo da Treviso roku 1535 a pochází z Estenské sbírky ze zámku Konopiště, odkud byl uloupen nacisty.[5]

- Uměleckořemeslná sbírka tzv. filadelfského stylu: v 18. a 19. století Filadelfie patřila mezi nejvýznamnější města kultury a umění v Severní Americe.[6] V uměleckých řemeslech (nábytek, stříbro, keramika) převzala styl umělců přišlých z Německa, Nizozemí a Anglie, k významným filadelfským tvůrcům patřil Thomas Eakins. Muzeum vlastní nejvýznamnější Eakinsovu kolekci na světě.[7]

- Asijské sbírky zahrnují malby, sochy a architektonické části z Číny, Japonska a Indie, nábytek a dekorativní umění, včetně velkých sbírek čínské, japonské a korejské keramiky, perské a turecké koberce, vzácné a autentické architektonické sestavy, například rekonstrukci čínského paláce, japonskou čajovnu a indický chrám ze šestnáctého století.

- Severoamerická díla malířství, sochařství a dekorativního umění patří mezi největší sbírky ve Spojených státech, počínaje 18. stoletím. Zahrnují filadelfský nábytek a stříbro, venkovský pensylvánský nábytek, keramiku a malby od Thomase Eakinse.[7]

- Světové moderní umění je zastoupeno mimořádnou kolekci evropských umělců (Pablo Picasso, Marcel Duchamp a Constantin Brancusi, Salvador Dalí, aj.), stejně jako amerických modernistů. Každý rok muzeum uspořádá 15 až 20 speciálních výstav a navštíví je 800.000 lidí. K nejvyhledávanějším patří expozice obrazů Paula Cézanna (v letech 1996–2009 ji navštívilo 548000 diváků) a Salvadora Dalího (od roku 2005 ji navštívilo 370 000 zájemců).

- Sbírka současného umění obsahuje například díla těchto umělců: Cy Twombly, Jasper Johns a Sol LeWitt a stále se rozšířuje.[7]

- Sbírka užitého umění má velký soubor oděvů, oděvních doplňků, textilií a tapisérií; jsou stejně jako kolekce grafiky, kresby a fotografie z důvodu ochrany před světlem prezentovány jen na příležitostných výstavách.[7]
- Sbírku fotografií mistrů 19. a 20. století reprezentují mistři jako James Fee, Paul Strand [8] nebo 49 děl Alfreda Stieglitze[9].

## Významná díla

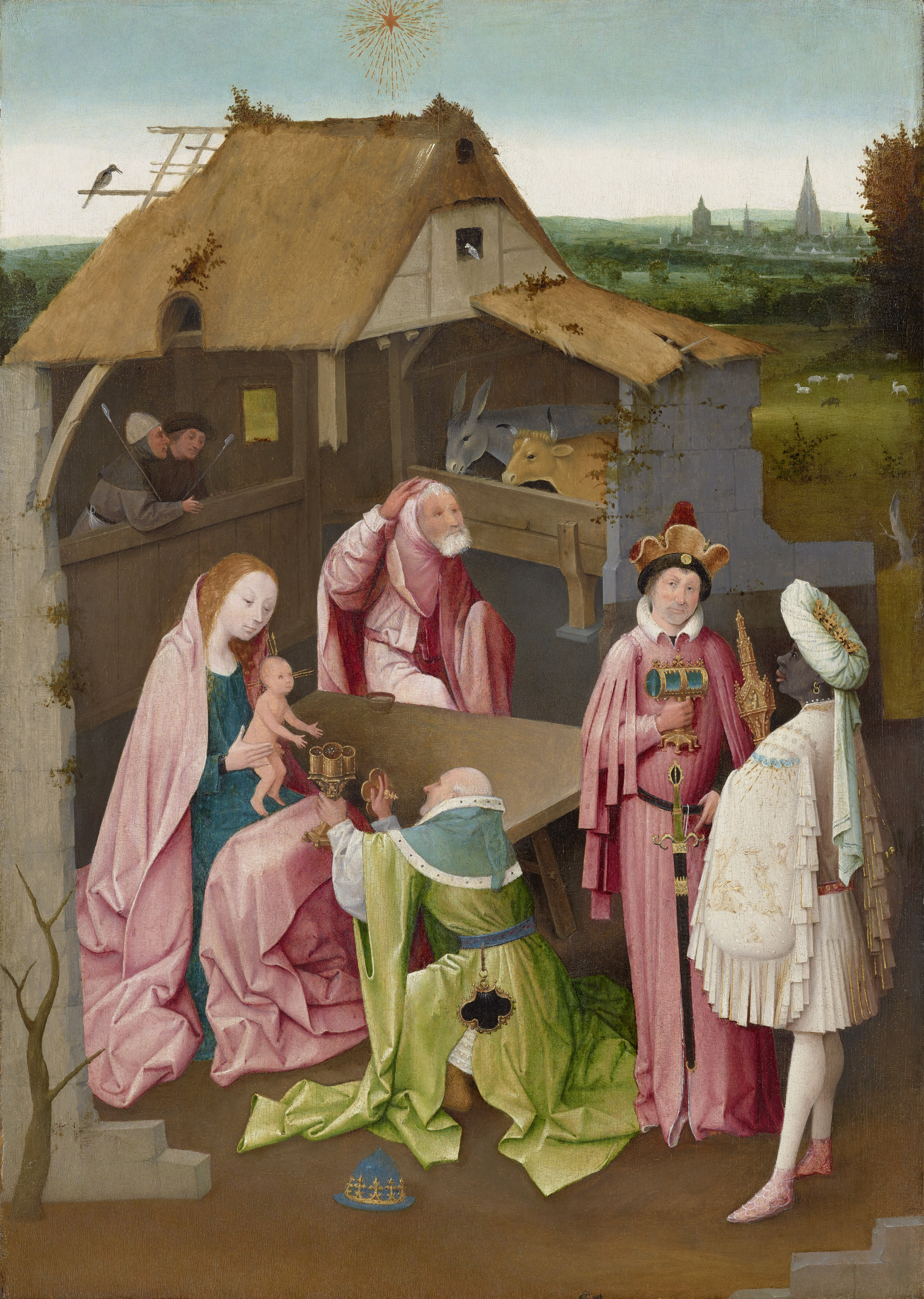
Hieronymus Bosch/okruh: Klanění Tří králů, 1475-1480
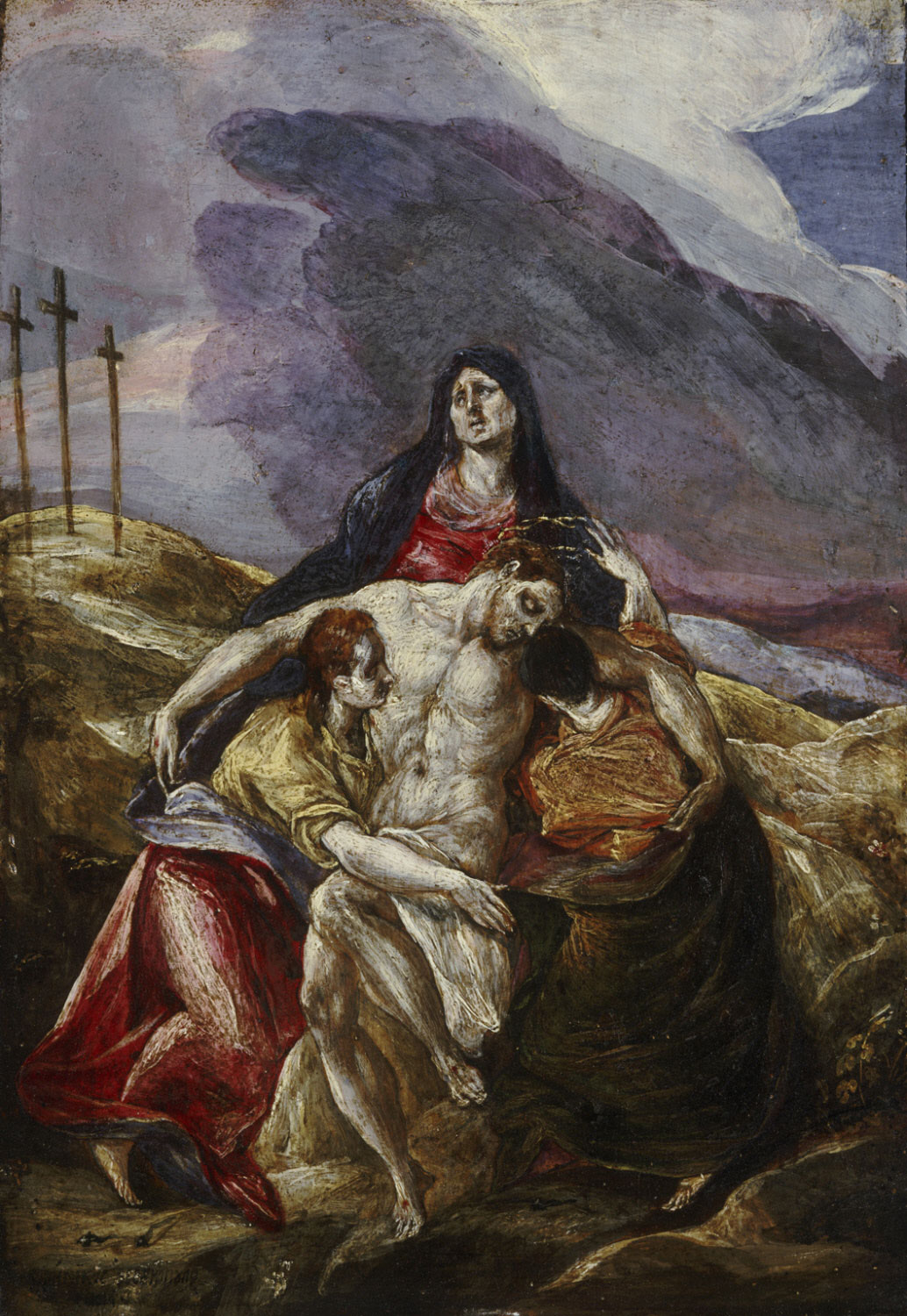
El Greco, Pieta, 1571-1576
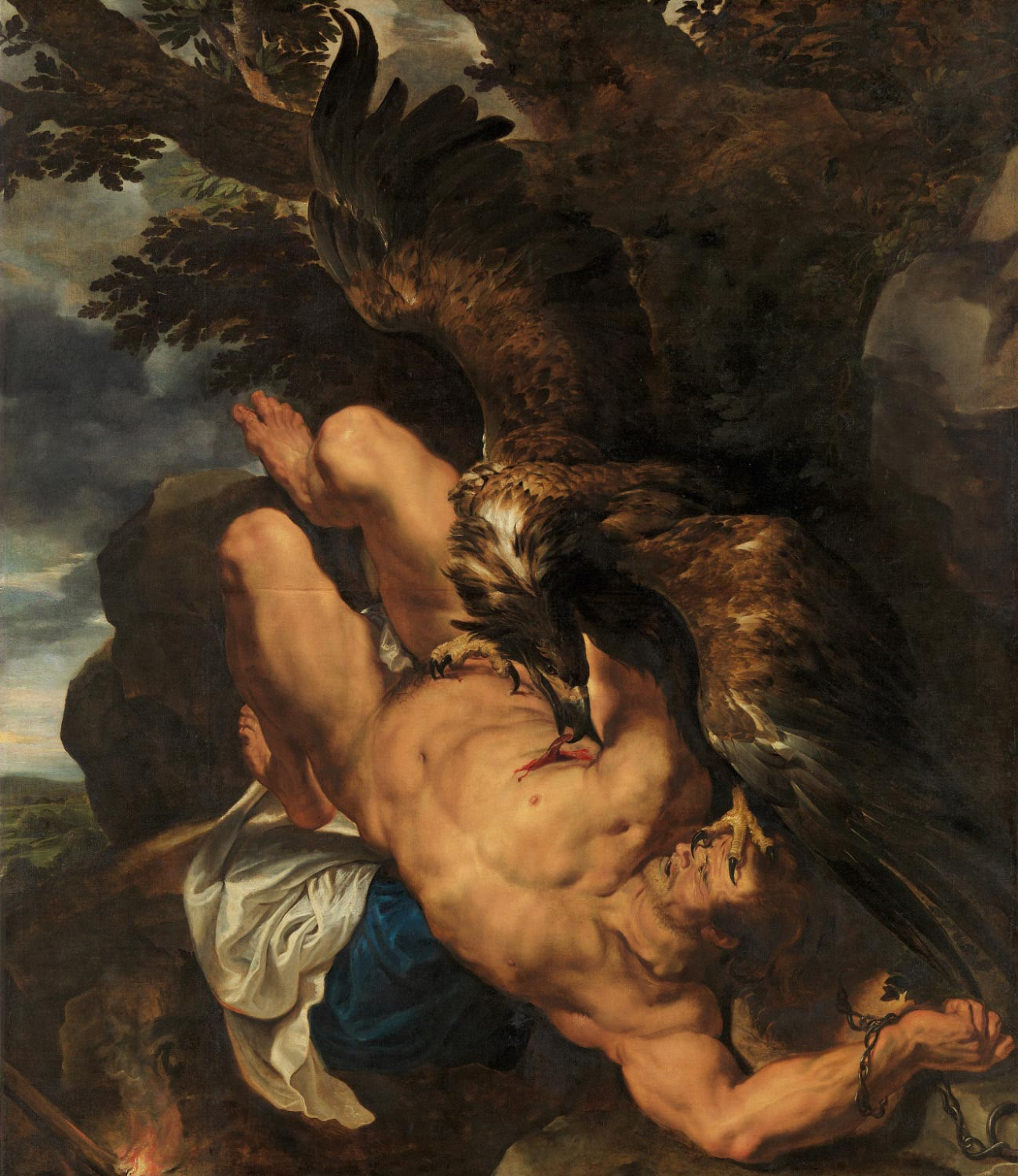
Peter Paul Rubens, Připoutaný Prométeus, 1611-12
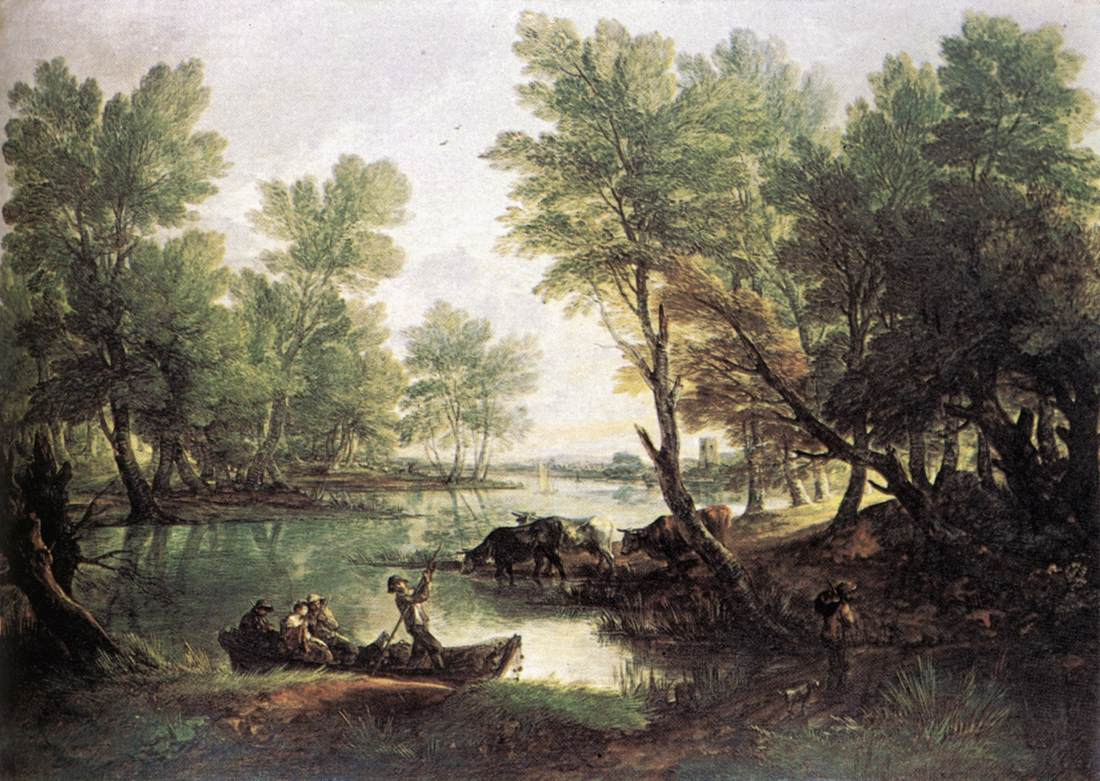
Thomas Gainsborough Říční krajina, 1768-1770
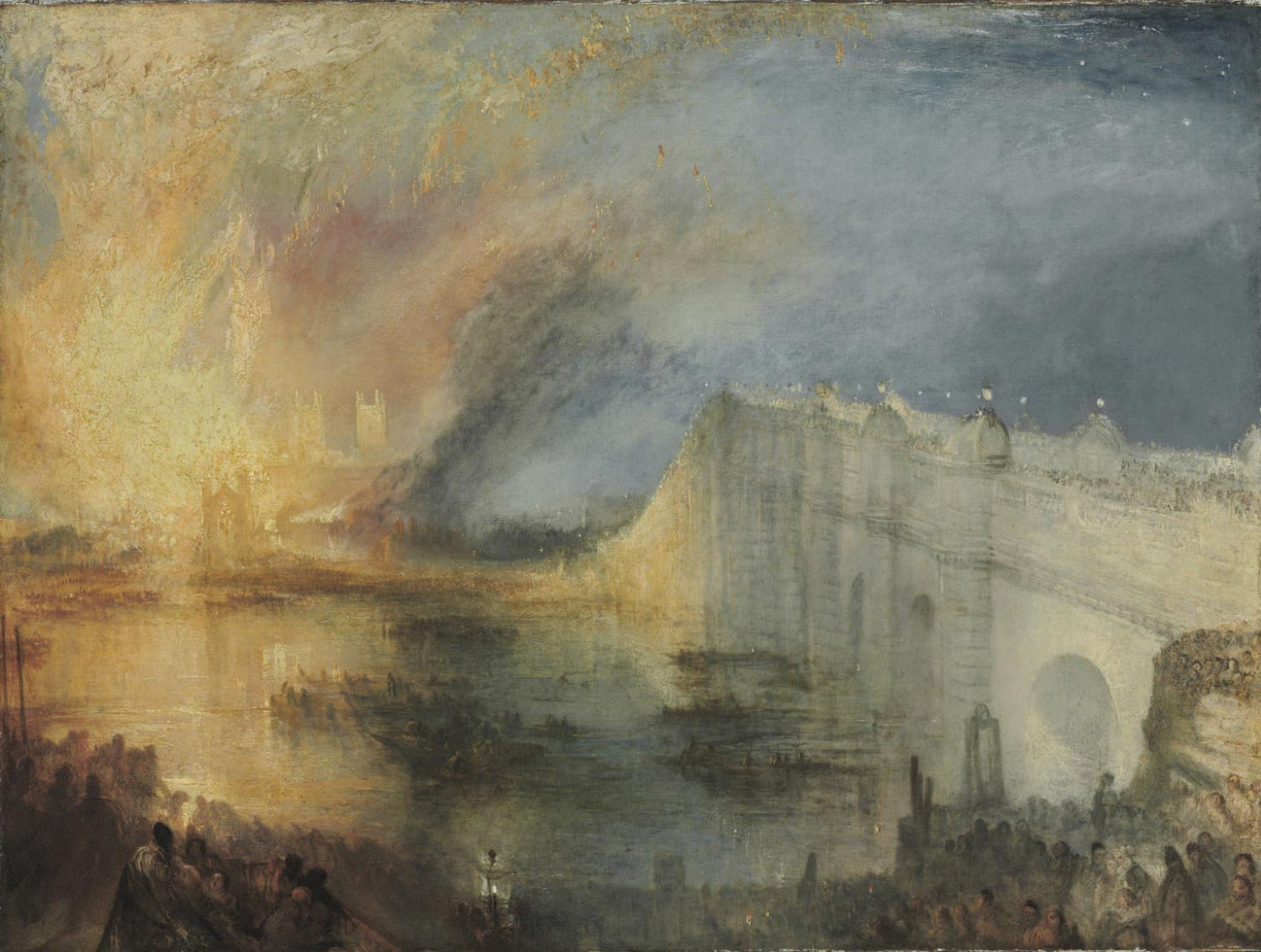
J. M. W. Turner, Požár parlamentu, 1835
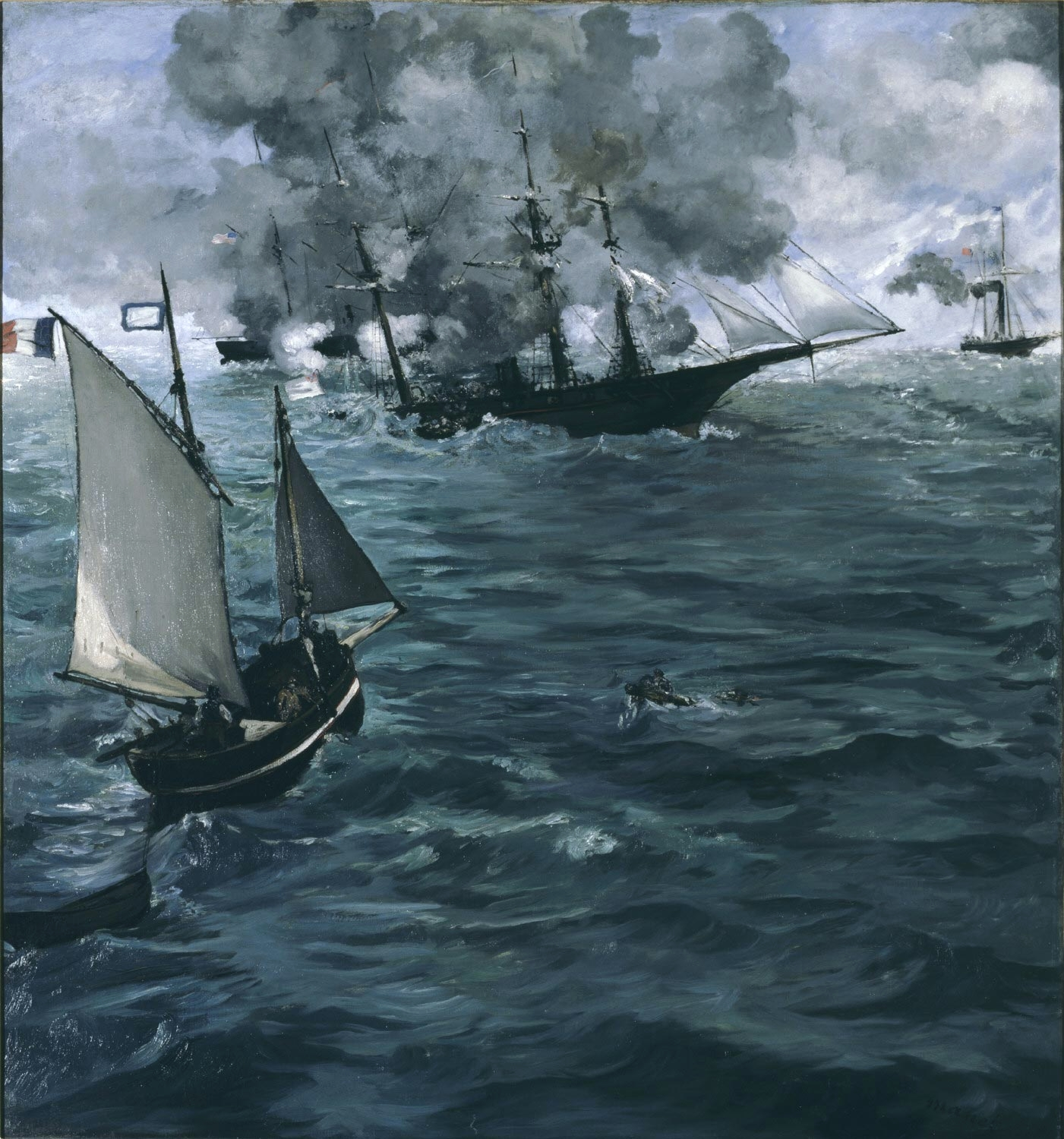
Édouard Manet, Bitva 'Alabamy' s 'Kearsarge', 1864
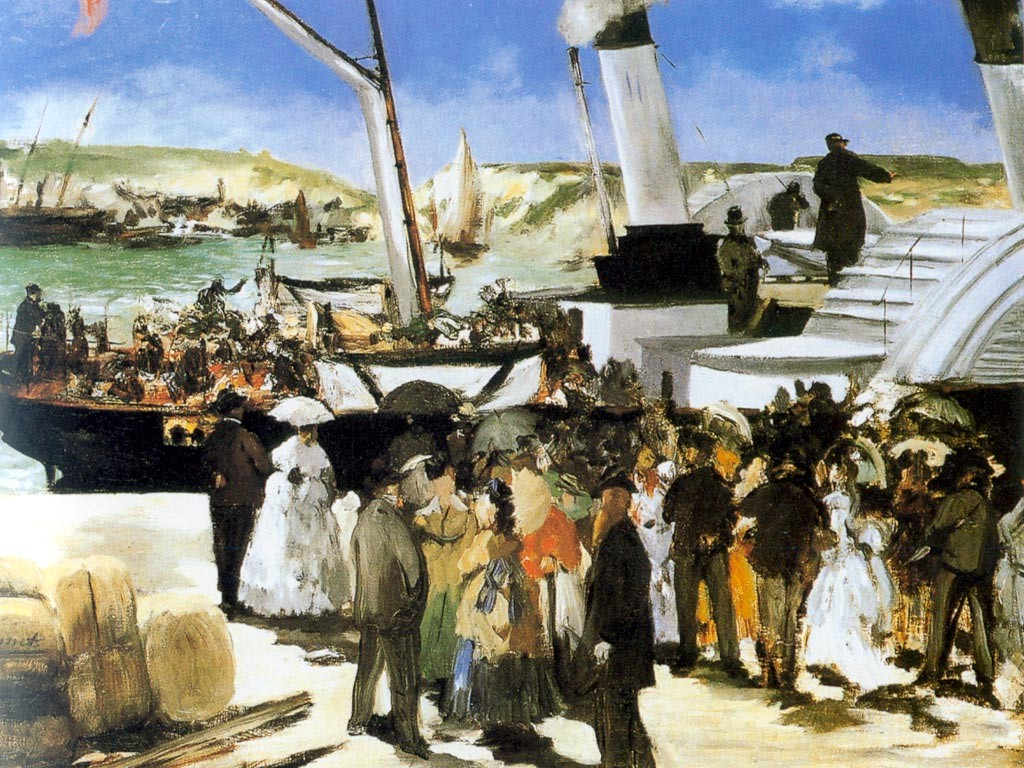
Édouard Manet, Příjezd lodi, 1869
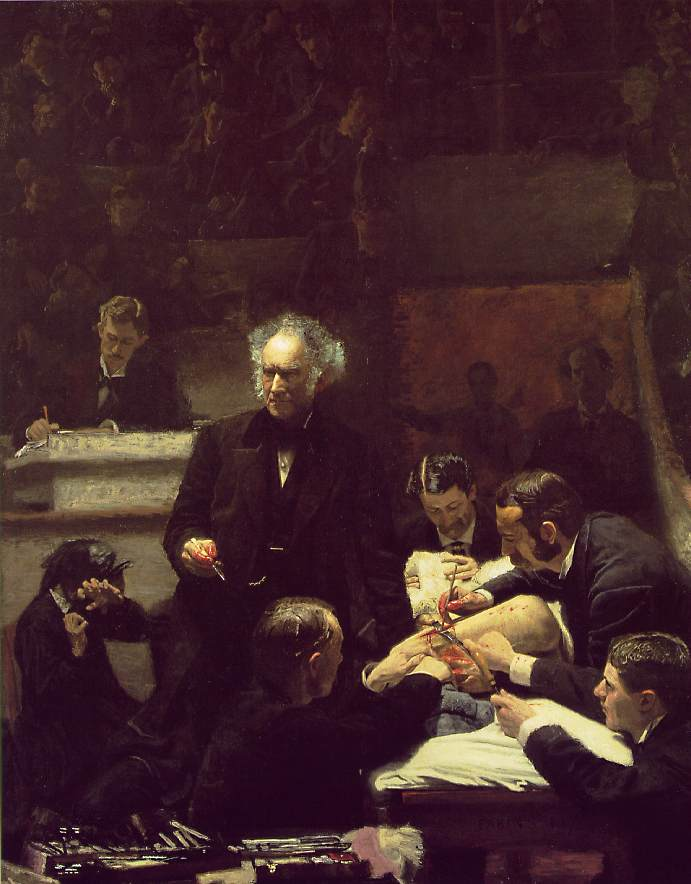
Thomas Eakins, Klinika, 1875
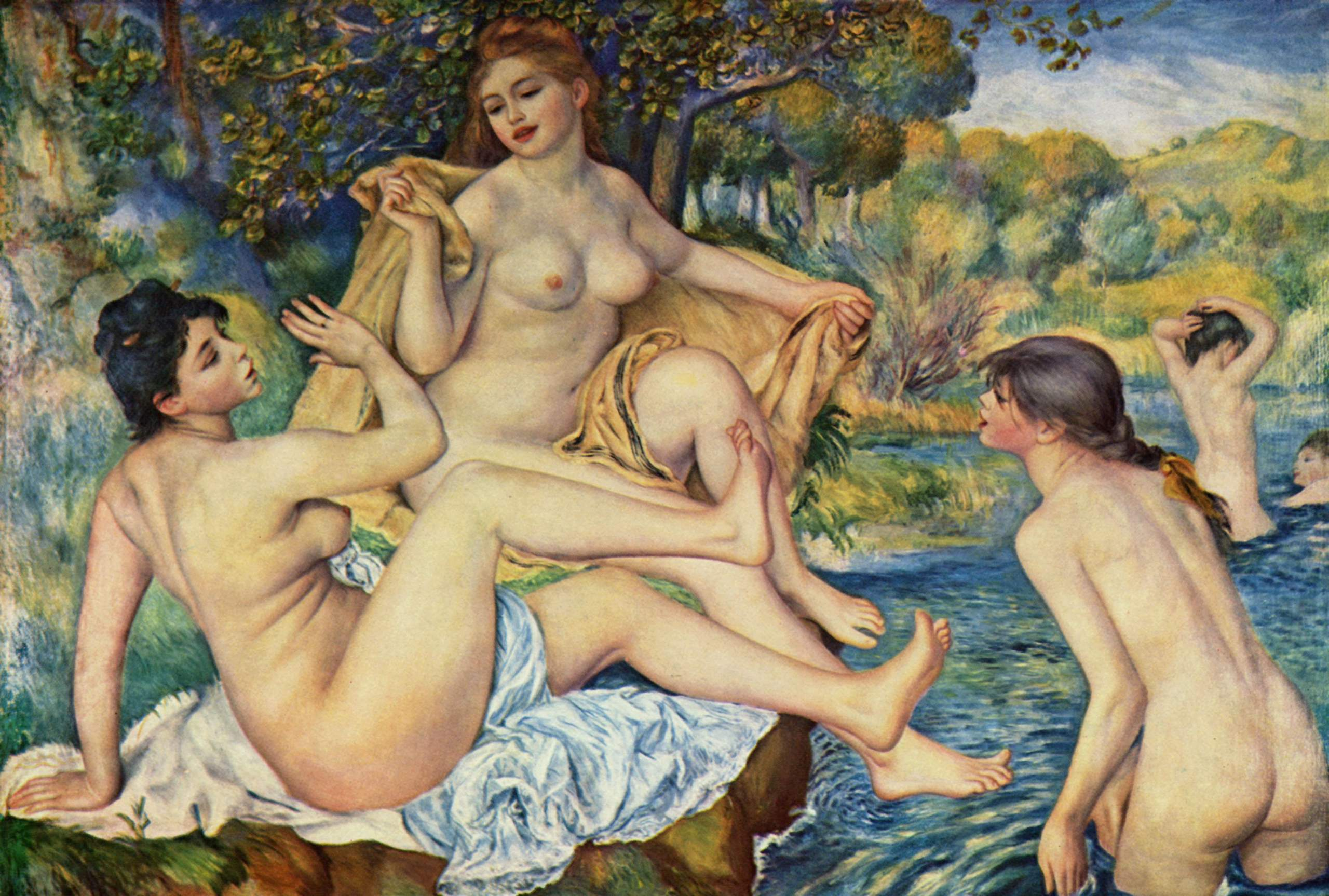
Pierre-Auguste Renoir, Koupající se, 1887
Georges-Pierre Seurat, Mlha na Grande Jatte, 1888
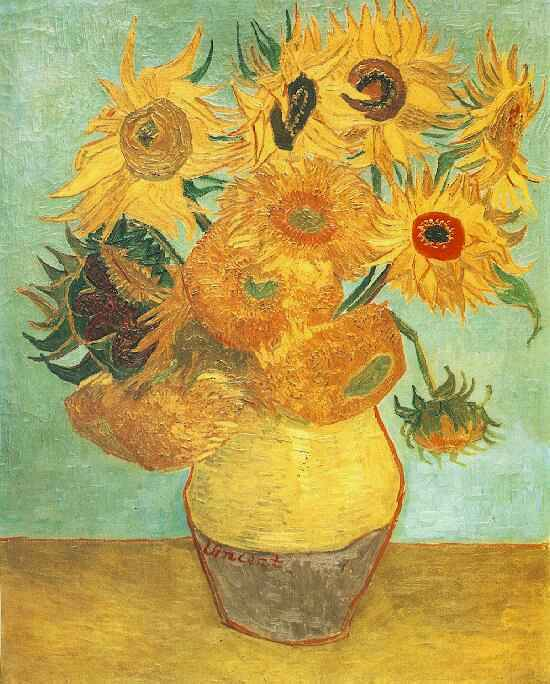
Vincent Van Gogh, Slunečnice, 1889
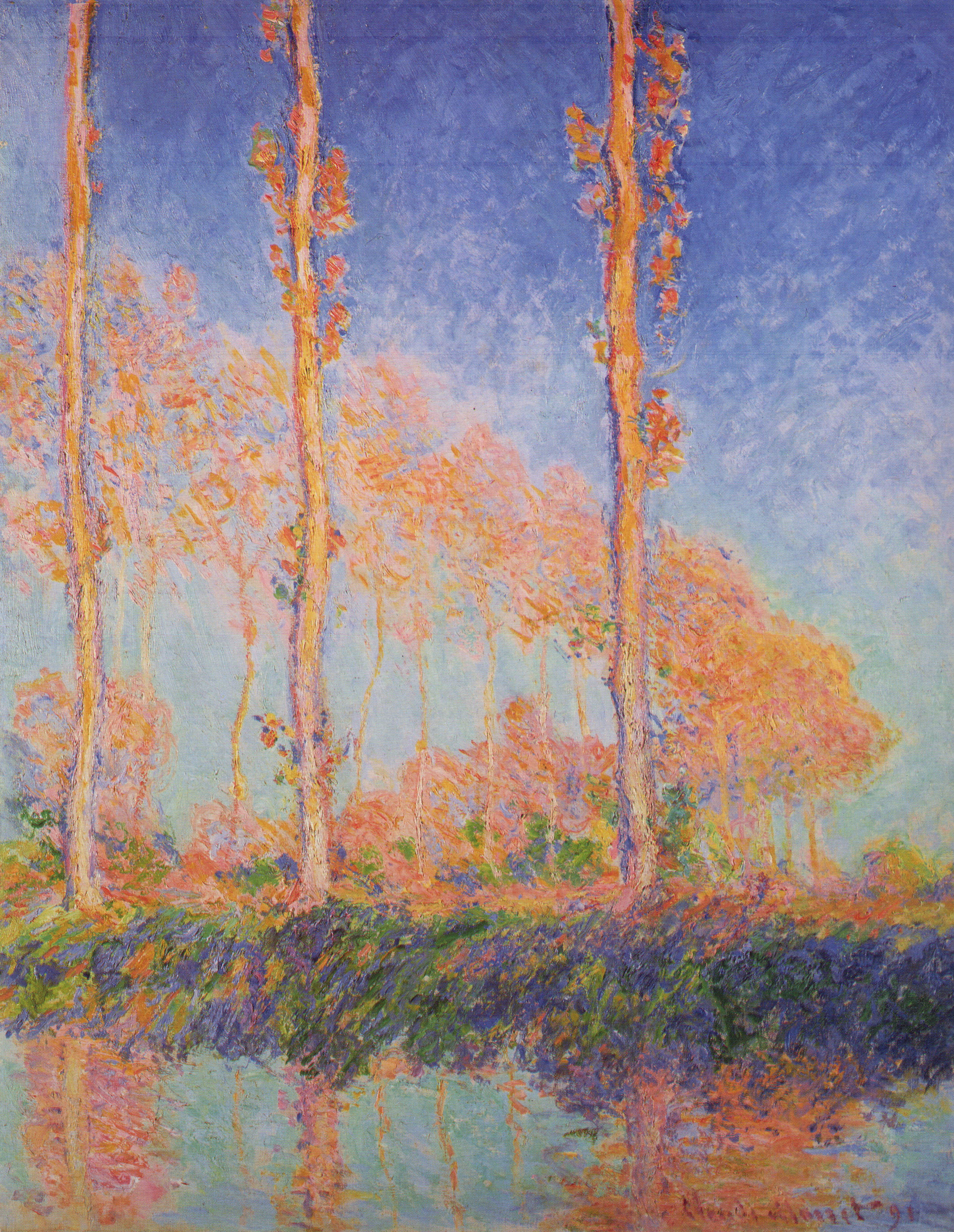
Claude Monet, Podzim v Poplaru, 1891
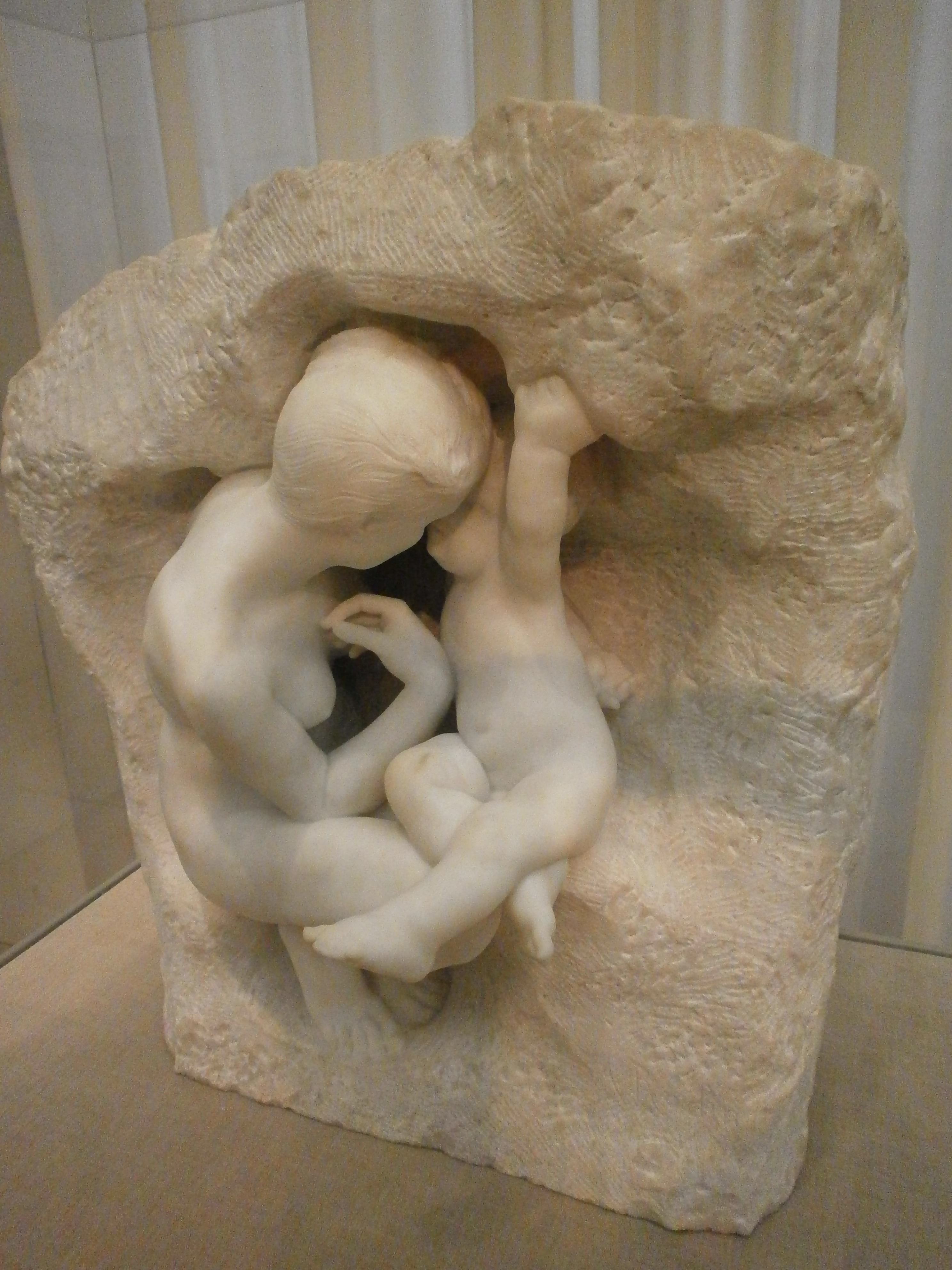
Auguste Rodin: Mladá matka v jeskyni
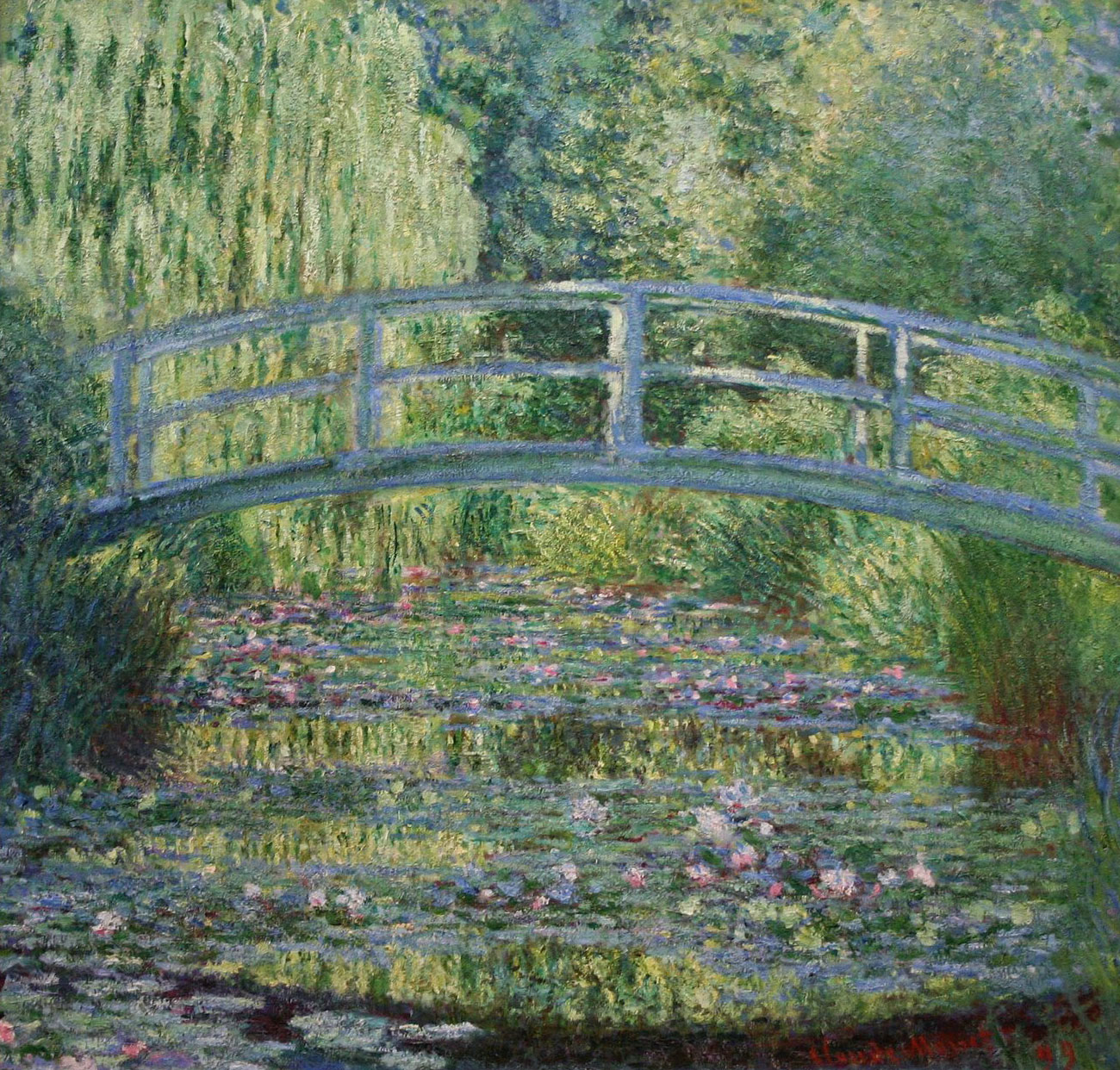
Claude Monet, Japonský most a lekníny, c.1899
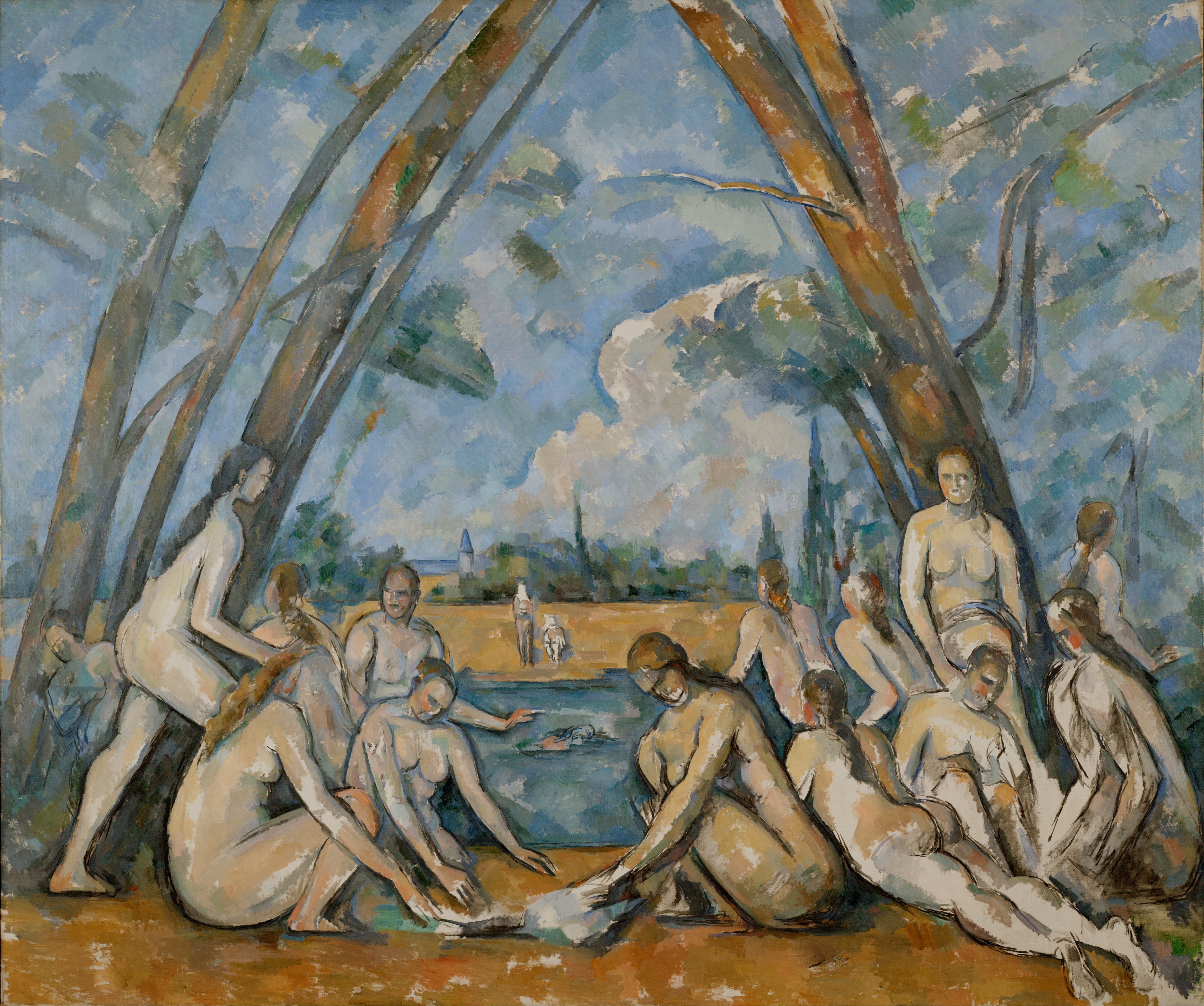
Paul Cezanne, Koupající se, 1898-1905